# Jaco

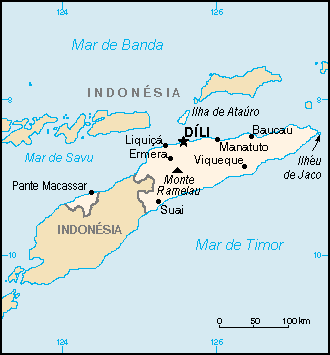
Jaco é o ilhéu no extremo oriental do território de Timor-Leste.

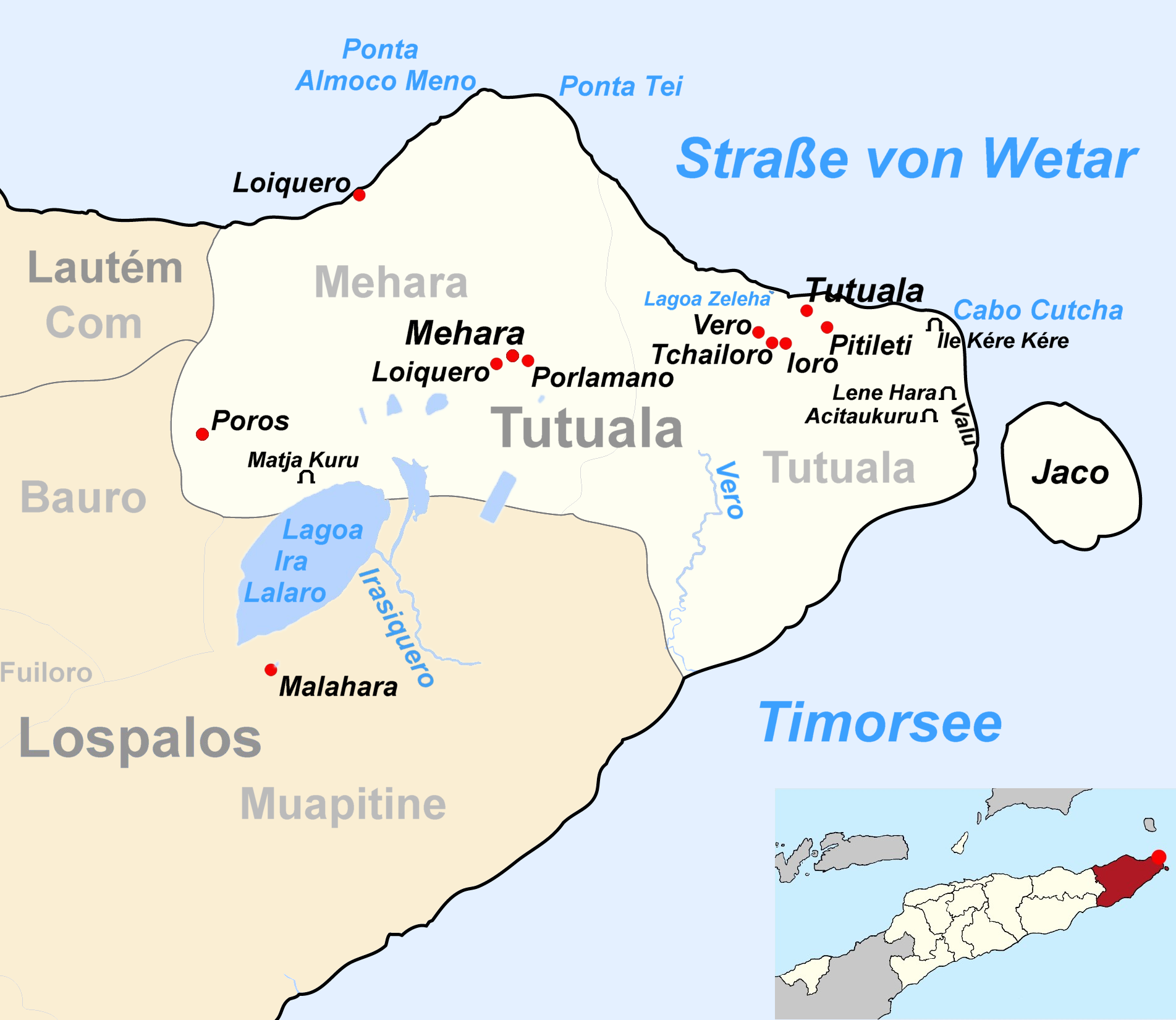
Subdistrito de Tutuala e o ilhéu de Jaco

Jaco (às vezes também escrito Jako) é uma ilhota das Pequenas Ilhas de Sonda. Localiza-se no ponto mais oriental da ilha de Timor, em Kap Cutcha. Politicamente é parte do suco e subdistrito Tutuala (distrito de Lautém, Timor-Leste). Desabitada, é considerada sagrada pelos povos autóctones, tornando-se proibido o pernoite na ilhota, apenas a visita diurna. 

## Características

### Área e limites
É separada da ilha de Timor por um canal estreito, o que permite a travessia apenas por pequenos barcos. Apresenta aproximadamente 8 km² de área, e sua maior altitude fica em torno de 100 metros.
No livro Aspectos da política ultramarina de Portugal, do pesquisador português Henrique Paulo Bahiana, há o seguinte trecho descritivo:
A província de Timor, cuja capital é a cidade de Díli, compreende a parte oriental da ilha de Timor, o território de Oé-Cussi Ambeno, a ilha de Atauro e a ilha de Jaco, tendo por limites terrestres os designados na Convenção Luso-holandesa de 1º de outubro de 1904 e na sentença arbitral de 25 de junho de 1914.

### Biodiversidade
Para além da sua beleza natural, com praias de areia branca, Jaco é habitat de espécies de aves endémicas, entre as quais se incluem o pombo-cuco-pardo e o assoviador-de-peito-creme. 
Reconhecendo esse facto e interesse de Jaco para a conservação da biodiversidade, a ilha foi incluída no Parque Nacional Nino Konis Santana, o primeiro Parque Nacional de Timor–Leste, criado a 3 de agosto de 2007 pelo Departamento de Áreas Protegidas e Parques Nacionais do Estado timorense.
As águas do entorno da ilha são repletas de corais e rica fauna marinha.
Jaco é considerado pela BirdLife International como Área Importante para a Preservação de Aves.

## Galeria

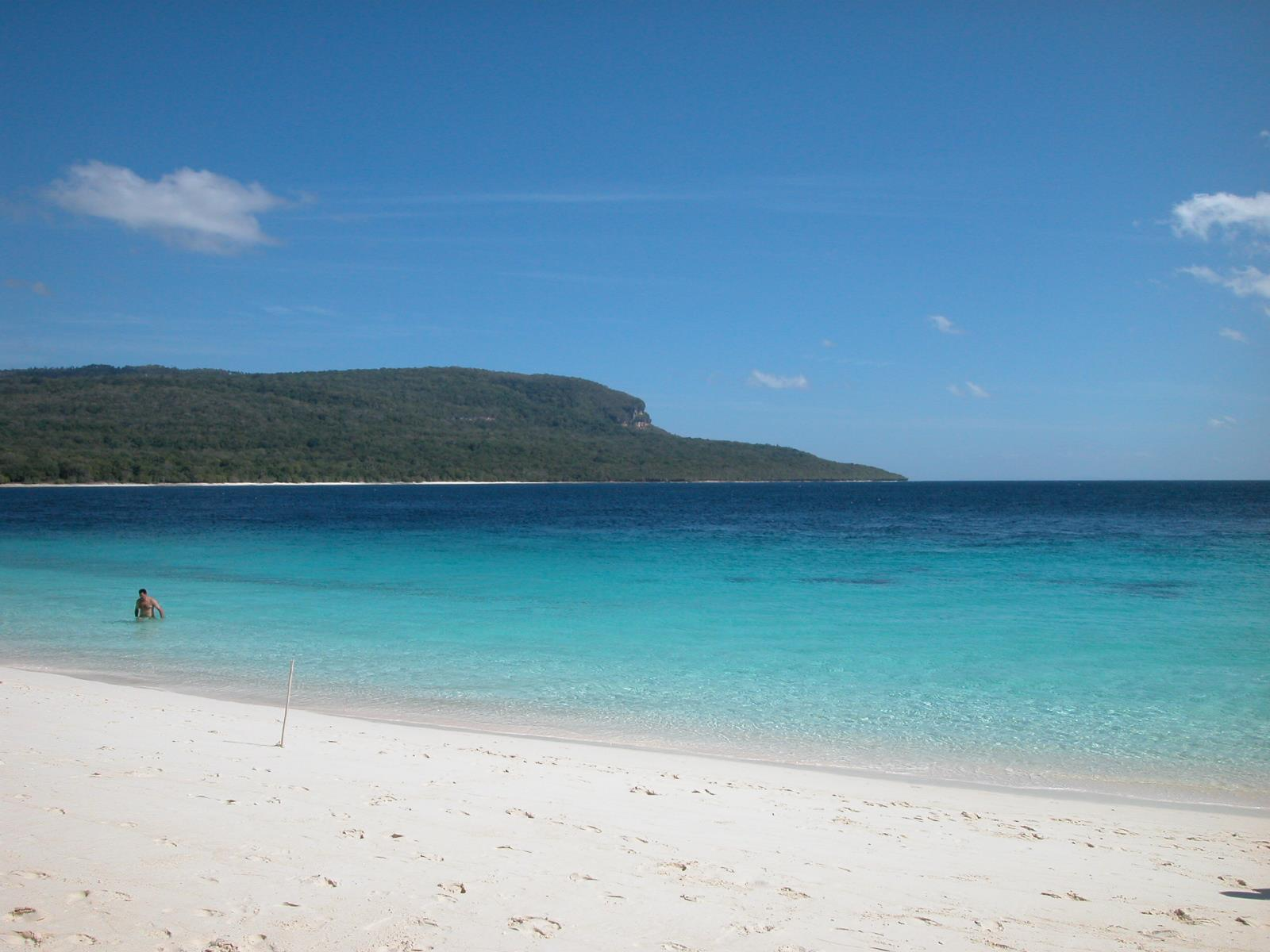
Praia de Jaco, e ao fundo a costa de Timor durante a estação seca...
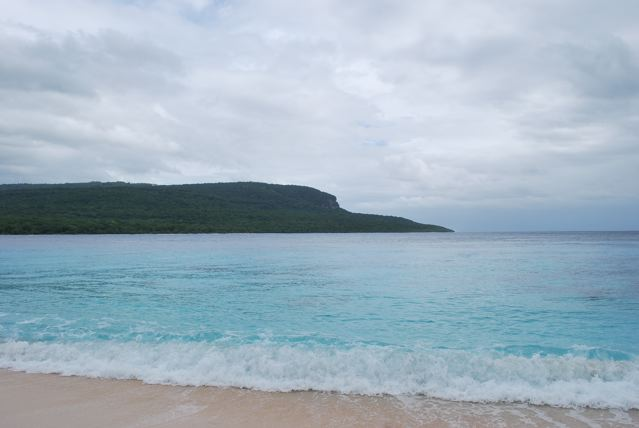
...e durante a estação chuvosa
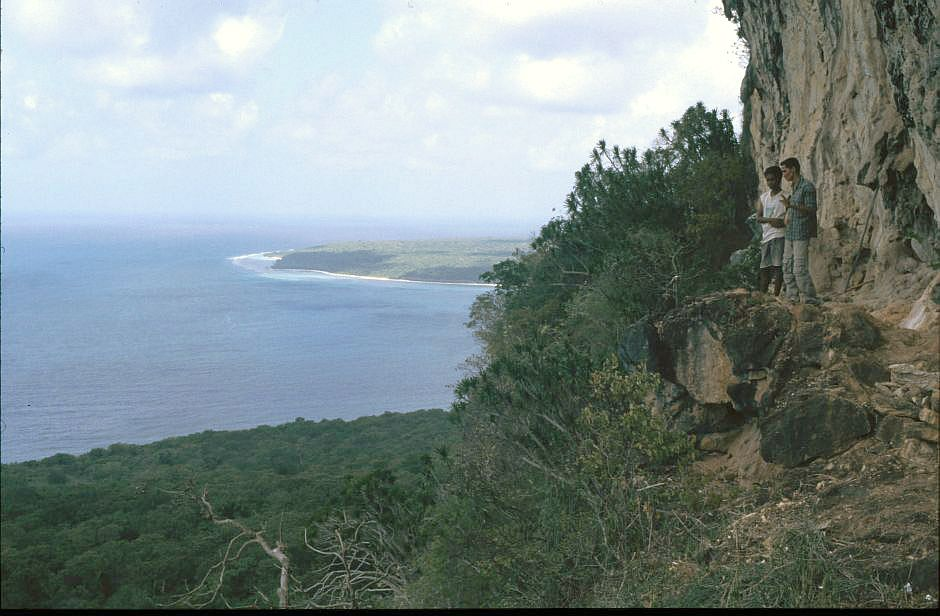
Vista de Jaco a partir do monte Ile Kere Kere, em Timor
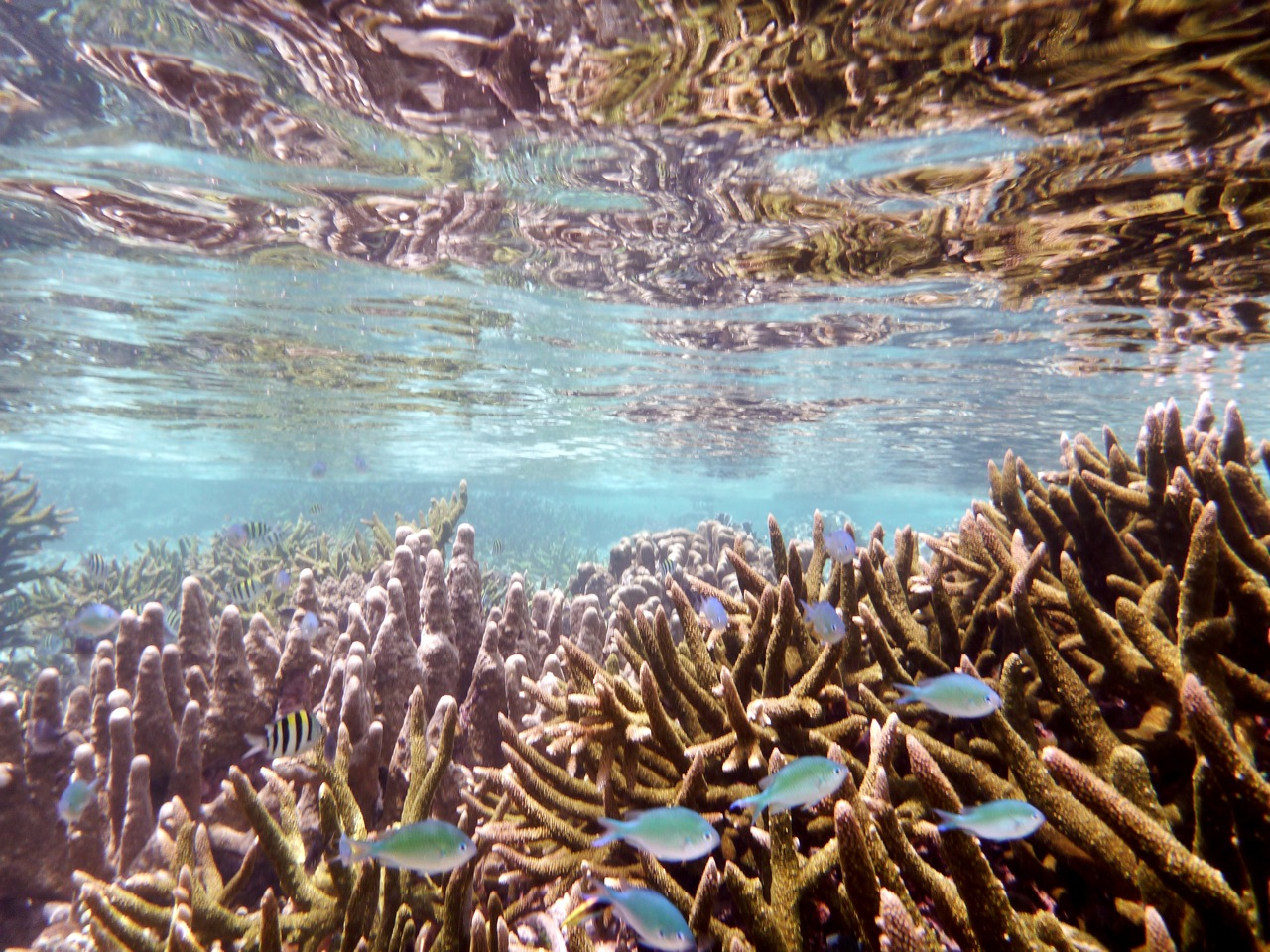
Um recife da ilha
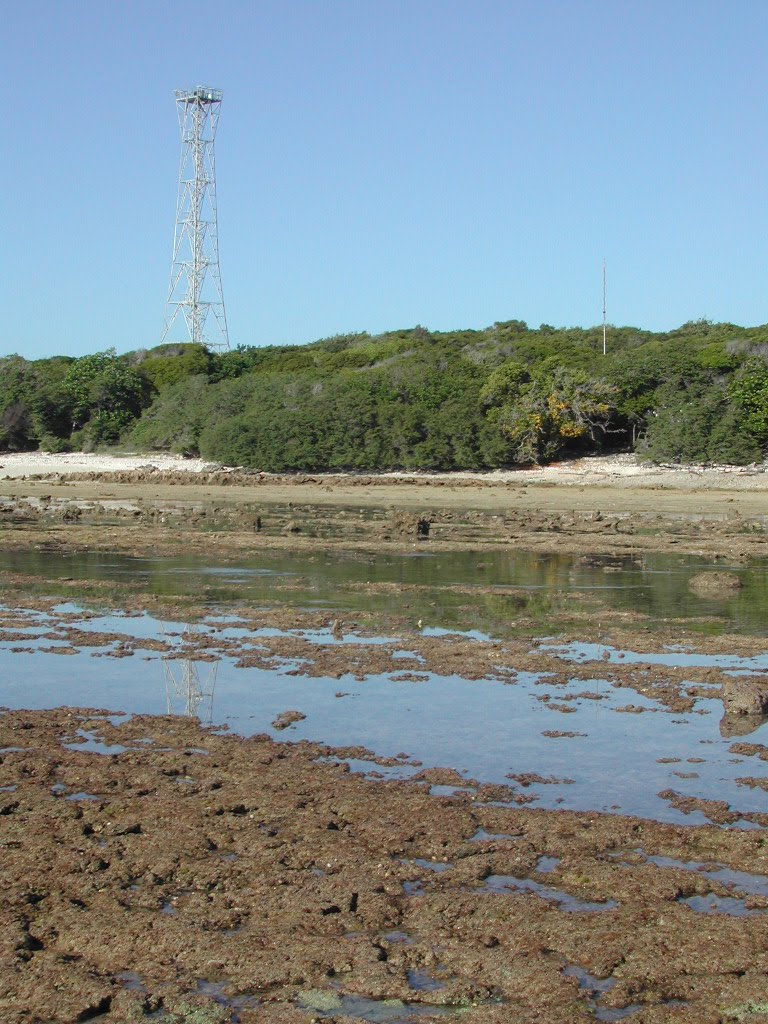
Torre de observação da época da ocupação indonésia (pré-1999)